# Rataplan delle camicie nere
Rataplan delle camicie nere è un brano musicale del 1936 composto da Virgilio Ranzato con testo di Carlo Ravasio e inciso nello stesso anno dal tenore Daniele Serra e da Aldo Masseglia su etichetta Odeon.

## Il brano
Il canto si apre con un onomatopeico Rataplan che imita il rullo dei tamburi che accompagna il resto della composizione. Il tempo e il ritmo richiamano la marcia militare. Secondo quanto scrisse Enzio Malatesta il testo ribadisce al duce la «devozione di tutto il popolo italiano» e la sua «decisione di andare fino in fondo».
Secondo Enzo Giannelli, la canzone contiene protervi slogan tratti dai discorsi del duce, e in essa e in altre canzoni incise nello stesso periodo (Africanina, Sul lago Tana e altre) Daniele Serra primeggia nel fanatismo fascista.

## Pubblicazioni
La prima edizione venne incisa da Daniele Serra, accompagnato dall'orchestra del Maestro Dino Olivieri, e pubblicata come lato A nel 78 giri Rataplan delle camicie nere/Africanina (pupetta mora) (Disco "Grammofono", HN992)
Nel 1979 la canzone fu inclusa nella raccolta Quel motivetto che fa: du-ce nella serie Fonografo Italiano, curata da Paquito Del Bosco pubblicata dalla Fonit-Cetra.
Nel 2022 la canzone è stata inserita nella colonna sonora di Pinocchio di Guillermo del Toro.